# Championnat de France féminin de rugby à XV 2020-2021
Navigation
Élite 1 2019-2020 Élite 1 2021-2022
Le championnat de France féminin de rugby à XV 2020-2021 ou Élite 1 2020-2021 est la cinquantième édition du championnat de France féminin de rugby à XV. Elle oppose les seize meilleures équipes françaises féminines de rugby à XV.
La saison se déroule selon une nouvelle formule composée d'une phase qualificative avec 4 poules de 4 équipes, d'une phase de play-off et play-down, et d'une phase finale. À l'issue de la phase de play-down, quatre équipes sont reléguées en deuxième division et une équipe dispute un match de barrage contre le vainqueur de l'Elite 2 pour former une première division de 12 équipes en 2021-2022.
Le 5 novembre 2020, la FFR annonce la suspension de la compétition en raison de l'entrée en vigueur du deuxième confinement. La compétition reprend finalement le 24 janvier 2021 par la fin de la phase qualificative initialement programmée en novembre et décembre.

## Participants
Pour la saison 2020-2021, l'Élite 1 est constituée de la façon suivante :
- 15 clubs du championnat Élite 1 2019-2020, maintenus après l'interruption du championnat à cause de la pandémie de Covid-19 en France[3]
- Le premier de l'Élite 2 2019-2020, promu après la demande de relégation de l'Ovalie caennaise[4]

| \| Bayonne Blagnac Bobigny Bordeaux Chilly-Mazarin Grenoble Lille Lons Lyon Montpellier Paris Romagnat Rennes Rouen Toulouse RCVRGP \| Localisation des clubs (2020-2021). |
| Bayonne Blagnac Bobigny Bordeaux Chilly-Mazarin Grenoble Lille Lons Lyon Montpellier Paris Romagnat Rennes Rouen Toulouse RCVRGP                                           |

| Club                                       | Dernière montée | Classement en 2019-2020 | Entraîneur                                            | Stade                                          | Capacité théorique |
| ------------------------------------------ | --------------- | ----------------------- | ----------------------------------------------------- | ---------------------------------------------- | ------------------ |
| AS Bayonne                                 | 2017            | 3e (poule 1)            | Jean-Matthieu Alcalde Samuel Dylbaitys Vincent Corret | Stade Pierre-Cacareigt                         | 1 200              |
| Blagnac rugby féminin                      | 2009            | 2e (poule 2)            | Nicolas Tranier Laurent Tranier                       | Stade Ernest-Argelès                           | 4 000              |
| AC Bobigny 93 rugby                        | 2012            | 2e (poule 1)            | Alexandre Gau Nicolas Boukaya Vincent Boirit-Grillot  | Stade Henri-Wallon                             | 1 000              |
| Stade bordelais                            | 2018            | 7e (poule 2)            | Florent Torregaray Fabrice Nivart                     | Stade Chaban-Delmas                            | 34 694             |
| RC Chilly-Mazarin                          | 2019            | 7e (poule 1)            | Corentin Thro Jordan Godenaire                        | Complexe sportif Jesse-Owens                   |                    |
| FC Grenoble                                | 2018            | 6e (poule 1)            | Emmanuel Pellorce James Lakepa                        | Stade Lesdiguières                             | 12 650             |
| Lille MRC villeneuvois                     | 2011            | 4e (poule 2)            | Cyril Fouda Alexandra Pertus                          | Terrain Emmanuel-Thery Stadium Lille Métropole | 18 500             |
| Lons rugby féminin                         | 2018            | 5e (poule 1)            | Pierre Nieto Jérôme Ducros                            | Stade du Bourg (complexe Georges Martin)       |                    |
| LOU rugby                                  | 2019            | 6e (poule 2)            | Philippe Buffevant Jean-Pierre Husson Paul Hugonnier  | Plaine des Jeux de Gerland                     |                    |
| Montpellier RC                             | 2005            | 1re (poule 1)           | Patrick Raffy Olivier Clessienne                      | Stade Sabathé Stade Éric-Béchu                 | 8 000 500          |
| Stade français Paris                       | 2018            | 4e (poule 1)            | Olivier Carreiras Anaïs Lagougine                     | Stade René-Leduc                               |                    |
| Stade rennais rugby                        | 2005            | 5e (poule 2)            | Vincent Brehonnet Anne Berville Céline Allainmat      | Stade du Commandant Bougouin                   | 4 000              |
| ASM Romagnat                               | 2016            | 3e (poule 2)            | Fabrice Ribeyrolles Vincent Fargeas                   | Stade Michel-Brun                              | 500                |
| AS Rouen UC                                | 2018            | 8e (poule 1)            | Cyrille Lloza                                         | Stade de l'ASRUC                               |                    |
| Stade toulousain                           | 2015            | 1re (poule 2)           | Anthony Granja Pascal Belaubre                        | Stade Ernest-Wallon                            | 19 500             |
| RC La Valette Le Revest La Garde Le Pradet | 2020            | 1re (Élite 2)           | Stéphane Beyt-Gamonet Pascal Bazani Cyril Dauga       | Parc des Sports Vallis Laeta                   |                    |

## Résumé des résultats

### Classement de la phase qualificative
La compétition se déroule sous la forme de quatre poules de quatre équipes, établies sur critère de niveau sportif à partir des classements 2019-2020, en matchs « aller-retour ». Les matchs, initialement programmé du 5 septembre 2020 au 29 novembre 2020, se terminent le 21 février 2021.
Le dernier match AC Bobigny 92 - FC Grenoble rugby est annulé et n'est pas reporté afin de pouvoir commencer la phase suivante dès la semaine suivante. La FFR décide d'appliquer la péréquation pour donner quand même un score à cette rencontre. L'AC Bobigny 93 (3e, 11 points à ce moment-là), qui espèrait passer devant le Stade bordelais (2e, 14 points) à l'occasion de cette 6e journée, se retrouve pénalisé.

#### Poule 1
| Rang | Club                                           | J | V | N | D | Bo | Bd | Pm  | Pe  | Diff | Pts |
| ---- | ---------------------------------------------- | - | - | - | - | -- | -- | --- | --- | ---- | --- |
| 1    | Montpellier RC (T)                             | 6 | 6 | 0 | 0 | 6  | 0  | 385 | 33  | +352 | 30  |
| 2    | Lons rugby féminin                             | 6 | 3 | 0 | 3 | 2  | 0  | 117 | 179 | -62  | 14  |
| 3    | Lille MRC villeneuvois                         | 6 | 3 | 0 | 3 | 2  | 0  | 134 | 197 | -63  | 14  |
| 4    | RC La Valette Le Revest La Garde Le Pradet (P) | 6 | 0 | 0 | 6 | 0  | 0  | 27  | 254 | -227 | 0   |

|  | Qualifié pour la phase de play-off        |
|  | Qualifié pour la phase de play-down       |
|  | T : tenant du titre 2019 • P : promu 2020 |

#### Poule 2
| Rang | Club                 | J | V | N | D | Bo | Bd | Pm  | Pe  | Diff | Pts |
| ---- | -------------------- | - | - | - | - | -- | -- | --- | --- | ---- | --- |
| 1    | Stade toulousain     | 6 | 6 | 0 | 0 | 5  | 0  | 233 | 42  | +191 | 29  |
| 2    | Stade rennais        | 6 | 4 | 0 | 2 | 4  | 0  | 241 | 77  | +164 | 20  |
| 3    | Stade français Paris | 6 | 2 | 0 | 4 | 2  | 0  | 90  | 217 | -127 | 10  |
| 4    | AS Rouen UC          | 6 | 0 | 0 | 6 | 0  | 0  | 16  | 244 | -228 | 0   |

|  | Qualifié pour la phase de play-off        |
|  | Qualifié pour la phase de play-down       |
|  | T : tenant du titre 2019 • P : promu 2020 |

#### Poule 3
| Rang | Club                               | J | V | N | D | Bo | Bd | Pm  | Pe  | Diff | Pts |
| ---- | ---------------------------------- | - | - | - | - | -- | -- | --- | --- | ---- | --- |
| 1    | Blagnac RF                         | 6 | 5 | 0 | 1 | 5  | 0  | 249 | 49  | +200 | 25  |
| 2    | AS Bayonne                         | 6 | 4 | 1 | 1 | 0  | 0  | 89  | 91  | -2   | 18  |
| 3    | RC Chilly-Mazarin                  | 6 | 1 | 0 | 5 | 0  | 3  | 40  | 128 | -88  | 7   |
| 4    | Lyon olympique universitaire rugby | 6 | 1 | 1 | 4 | 0  | 1  | 57  | 167 | -110 | 7   |

|  | Qualifié pour la phase de play-off        |
|  | Qualifié pour la phase de play-down       |
|  | T : tenant du titre 2019 • P : promu 2020 |

#### Poule 4
| Rang | Club            | J | V | N | D | Bo | Bd | Pm  | Pe  | Diff | Pts |
| ---- | --------------- | - | - | - | - | -- | -- | --- | --- | ---- | --- |
| 1    | ASM Romagnat    | 6 | 6 | 0 | 0 | 3  | 0  | 140 | 45  | +95  | 27  |
| 2    | Stade bordelais | 6 | 3 | 0 | 3 | 1  | 1  | 102 | 86  | +16  | 14  |
| 3    | AC Bobigny 93   | 5 | 2 | 0 | 3 | 1  | 2  | 63  | 52  | +11  | 11  |
| 4    | FC Grenoble     | 5 | 0 | 0 | 5 | 0  | 0  | 40  | 162 | -122 | 0   |

|  | Qualifié pour la phase de play-off        |
|  | Qualifié pour la phase de play-down       |
|  | T : tenant du titre 2019 • P : promu 2020 |

Le dernier match AC Bobigny 92 - FC Grenoble rugby est annulé et n'est pas reporté afin de pouvoir commencer la phase suivante dès la semaine suivante. Après application de la péréquation, l'AC Bobigny 93 et le FC Grenoble restent aux 3e et 4e places (avec respectivement 13,2 points  et 0 points au classement).

### Phase de play-off et play-down
La deuxième phase du championnat devait initialement se dérouler du 12 décembre 2020 au 25 avril 2021 avec une pause de février à mars. Elle commence finalement le 28 février 2021.

#### Phase de play-off
A l'issue de la phase de play-off, les associations classées au 2 premières places de chaque poule de play-off sont directement qualifiées pour les demi-finales. 
Clubs qualifiés :
- 1 - Montpellier rugby club
- 2 - Stade toulousain
- 3 - ASM Romagnat rugby féminin
- 4 - Blagnac rugby féminin
- 5 - Stade rennais rugby
- 6 - AS Bayonne
- 7 - Stade bordelais
- 8 - Lons rugby féminin

##### Poule 1
| Rang | Club               | J | V | N | D | Bo | Bd | Pm  | Pe  | Diff | Pts |
| ---- | ------------------ | - | - | - | - | -- | -- | --- | --- | ---- | --- |
| 1    | Blagnac RF         | 5 | 5 | 0 | 0 | 2  | 0  | 152 | 70  | +82  | 22  |
| 2    | Montpellier RC (T) | 4 | 3 | 0 | 1 | 1  | 1  | 114 | 45  | +69  | 14  |
| 3    | Lons rugby féminin | 5 | 1 | 0 | 4 | 0  | 2  | 70  | 149 | -79  | 6   |
| 4    | Stade rennais      | 4 | 0 | 0 | 4 | 0  | 2  | 57  | 129 | -72  | 2   |

|  | Qualifié directement en demi-finale       |
|  | T : tenant du titre 2019 • P : promu 2020 |

Classement après préréquation:
1. - Blagnac rugby féminin (26,4 points)
2. - Montpellier RC (21 points)
3. - Lons rugby féminin (10 points)
4. - Stade rennais (2,4 points)

##### Poule 2
| Rang | Club             | J | V | N | D | Bo | Bd | Pm  | Pe  | Diff | Pts |
| ---- | ---------------- | - | - | - | - | -- | -- | --- | --- | ---- | --- |
| 1    | ASM Romagnat     | 6 | 5 | 0 | 1 | 2  | 0  | 176 | 91  | +85  | 22  |
| 2    | Stade toulousain | 6 | 4 | 1 | 1 | 2  | 1  | 130 | 80  | +50  | 21  |
| 3    | AS Bayonne       | 6 | 1 | 1 | 4 | 0  | 2  | 66  | 111 | -45  | 8   |
| 4    | Stade bordelais  | 6 | 1 | 0 | 5 | 0  | 2  | 70  | 160 | -90  | 6   |

|  | Qualifié directement en demi-finale       |
|  | T : tenant du titre 2019 • P : promu 2020 |

#### Phase de play-down
Les deux derniers clubs des poules de play-down devait être relégués en deuxième division et le club classé 12e au classement interpoule d'Élite 1 devait disputer un match de barrage « Aller » et « Retour » face au vainqueur de la finale d'Élite 2. Le vainqueur de cette double confrontation aurait participe à la compétition d'Élite 1 pour la saison 2021-2022. La compétition d'Élite 2 ne va finalement pas à son terme à cause de la pandémie de Covid-19.
Clubs qualifiés :
- 9 - Lille Métropole rugby club villeneuvois
- 10 - AC Bobigny 93
- 11 - Stade français Paris rugby
- 12 - Lyon olympique universitaire
- 13 - Rugby club Chilly-Mazarin
- 14 - Rugby club La Valette Le Revest La Garde Le Pradet
- 15 - FC Grenoble rugby
- 16 - AS Rouen université club

##### Poule 1
| Rang | Club                               | J | V | N | D | Bo | Bd | Pm  | Pe  | Diff | Pts |
| ---- | ---------------------------------- | - | - | - | - | -- | -- | --- | --- | ---- | --- |
| 1    | Lyon olympique universitaire rugby | 6 | 6 | 0 | 0 | 4  | 0  | 157 | 41  | +116 | 28  |
| 2    | Lille MRC villeneuvois             | 6 | 4 | 0 | 2 | 1  | 2  | 124 | 64  | +60  | 19  |
| 3    | RC Chilly-Mazarin                  | 6 | 2 | 0 | 4 | 1  | 1  | 97  | 116 | -19  | 10  |
| 4    | AS Rouen UC                        | 6 | 0 | 0 | 6 | 0  | 0  | 31  | 188 | -157 | 0   |

|  | Relégué en Élite 2                        |
|  | T : tenant du titre 2019 • P : promu 2020 |

##### Poule 2
| Rang | Club                                           | J | V | N | D | Bo | Bd | Pm  | Pe  | Diff | Pts |
| ---- | ---------------------------------------------- | - | - | - | - | -- | -- | --- | --- | ---- | --- |
| 1    | AC Bobigny 93                                  | 6 | 6 | 0 | 0 | 4  | 0  | 242 | 61  | +181 | 28  |
| 2    | FC Grenoble                                    | 6 | 3 | 0 | 3 | 2  | 2  | 142 | 108 | +34  | 16  |
| 3    | Stade français Paris                           | 6 | 3 | 0 | 3 | 2  | 1  | 145 | 96  | +49  | 15  |
| 4    | RC La Valette Le Revest La Garde Le Pradet (P) | 6 | 0 | 0 | 6 | 0  | 0  | 22  | 286 | -264 | 0   |

|  | Relégué en Élite 2                        |
|  | T : tenant du titre 2019 • P : promu 2020 |

### Phase finale
|  | Demi-finales                                      | Demi-finales                                      |                       |    | Finale                                        | Finale                                        |
|  | Demi-finales                                      | Demi-finales                                      |                       |    | Finale                                        | Finale                                        |
|  |                                                   |                                                   |                       |    |                                               |                                               |
|  | 12 juin 2021 au Stade Sainte-Germaine, Le Bouscat | 12 juin 2021 au Stade Sainte-Germaine, Le Bouscat |                       |    | 20 juin 2021 au Stade Ernest-Argelès, Blagnac | 20 juin 2021 au Stade Ernest-Argelès, Blagnac |
|  | 12 juin 2021 au Stade Sainte-Germaine, Le Bouscat | 12 juin 2021 au Stade Sainte-Germaine, Le Bouscat |                       |    | 20 juin 2021 au Stade Ernest-Argelès, Blagnac | 20 juin 2021 au Stade Ernest-Argelès, Blagnac |
|  | Blagnac rugby féminin                             | 12                                                |                       |    | 20 juin 2021 au Stade Ernest-Argelès, Blagnac | 20 juin 2021 au Stade Ernest-Argelès, Blagnac |
|  | Blagnac rugby féminin                             | 12                                                |                       |    | 20 juin 2021 au Stade Ernest-Argelès, Blagnac | 20 juin 2021 au Stade Ernest-Argelès, Blagnac |
|  | Stade toulousain                                  | 8                                                 |                       |    | 20 juin 2021 au Stade Ernest-Argelès, Blagnac | 20 juin 2021 au Stade Ernest-Argelès, Blagnac |
|  | Stade toulousain                                  | 8                                                 | Blagnac rugby féminin | 8  |                                               |                                               |
|  | 12 juin 2021 au Stade Ernest-Wallon, Toulouse     |                                                   | Blagnac rugby féminin | 8  |                                               |                                               |
|  |                                                   | ASM Romagnat                                      | 13                    |    |                                               |                                               |
|  | ASM Romagnat                                      | ASM Romagnat                                      | 13                    | 20 |                                               |                                               |
|  | ASM Romagnat                                      |                                                   |                       | 20 |                                               |                                               |
|  | Montpellier rugby club                            | 16                                                |                       |    |                                               |                                               |
|  | Montpellier rugby club                            | 16                                                |                       |    |                                               |                                               |

#### Demi-finales
| 12 juin 2021 17 h 0 | Blagnac rugby féminin                                                                                                  | 12 - 8 (7 - 3) | Stade toulousain                                       | Stade Sainte-Germaine, Le Bouscat Arbitre : Mélissa Lebœuf |
| 12 juin 2021 17 h 0 | Essai(s) : S. Aguado (29e), M. Llorens (80e) Transformation(s) : A. Abadie (29e) Carton(s) jaune(s) : C. Sarfati (67e) |                | Essai(s) : C. Imart (76e) Pénalité(s) : C. Imart (11e) | Stade Sainte-Germaine, Le Bouscat Arbitre : Mélissa Lebœuf |
| 12 juin 2021 17 h 0 | |                |                                                        | Stade Sainte-Germaine, Le Bouscat Arbitre : Mélissa Lebœuf |

| 12 juin 2021 17 h 0 | ASM Romagnat | 20 - 16 (3 - 6) | Montpellier Rugby Club | Stade Ernest-Wallon, Toulouse Arbitre : Doriane Domenjo |
| 12 juin 2021 17 h 0 | Essai(s) : S. Perraudin (40e), C. Thomas (50e) Transformation(s) : J. Tremoulière (40e, 50e) Pénalité(s) : J. Tremoulière (16e, 40e) |                 | Essai(s) : C. Boujard (75e) Transformation(s) : M. Peyronnet (75e) Pénalité(s) : M. Amédée (8e, 35e, 43e) Carton(s) jaune(s) : C. Boujard (80e) | Stade Ernest-Wallon, Toulouse Arbitre : Doriane Domenjo |
| 12 juin 2021 17 h 0 | |                 | | Stade Ernest-Wallon, Toulouse Arbitre : Doriane Domenjo |

#### Finale
| 20 juin 2021 17 h 30 | ASM Romagnat | 13 - 8 (0 - 0) | Blagnac rugby féminin                                                                          | Stade Ernest-Argelès, Blagnac Arbitre : Aurélie Groizeleau |
| 20 juin 2021 17 h 30 | Essai(s) : É. Pignot (42e) Transformation(s) : J. Trémoulière (42e) Pénalité(s) : J. Trémoulière (69e, 80e) Carton(s) jaune(s) : L. Grabiagues (76e) |                | Essai(s) : A. Mugnier (80e) Pénalité(s) : A. Abadie (55e) Carton(s) jaune(s) : C. Domain (66e) | Stade Ernest-Argelès, Blagnac Arbitre : Aurélie Groizeleau |
| 20 juin 2021 17 h 30 | |                |                                                                                                | Stade Ernest-Argelès, Blagnac Arbitre : Aurélie Groizeleau |

## Résultats détaillés

### Phase qualificative

#### Poule 1
| Résultats (▼dom., ►ext.)                   | LIL   | LON   | MON   | VAL  |
| Lille MRC villeneuvois                     | —     | 21-31 | 0-81  | 52-8 |
| Lons rugby féminin                         | 12-21 | —     | 12-75 | 42-0 |
| Montpellier RC                             | 55-6  | 62-6  | —     | 64-9 |
| RC La Valette Le Revest La Garde Le Pradet | 10-34 | 0-14  | 0-48  | —    |

- Victoire à domicile
- Match nul
- Victoire à l'extérieur

#### Poule 2
| Résultats (▼dom., ►ext.) | PAR  | REN   | ROU  | TOU   |
| Stade français Paris     | —    | 0-68  | 25-0 | 10-50 |
| Stade rennais            | 57-5 | —     | 64-3 | 5-46  |
| AS Rouen UC              | 7-43 | 0-33  | —    | 6-45  |
| Stade toulousain         | 35-7 | 23-14 | 34-0 | —     |

- Victoire à domicile
- Match nul
- Victoire à l'extérieur

#### Poule 3
| Résultats (▼dom., ►ext.) | BAY   | BLA   | CHI   | LOU   |
| AS Bayonne               | —     | 27-17 | 19-14 | 13-13 |
| Blagnac RF               | 34-0  | —     | 55-0  | 56-7  |
| RC Chilly-Mazarin        | 10-15 | 0-20  | —     | 6-5   |
| LOU rugby                | 3-15  | 15-67 | 14-10 | —     |

- Victoire à domicile
- Match nul
- Victoire à l'extérieur

#### Poule 4
| Résultats (▼dom., ►ext.) | BOB   | BOR   | GRE    | ROM   |
| AC Bobigny 93            | —     | 5-6   | Annulé | 3-16  |
| Stade bordelais          | 9-12  | —     | 20-10  | 9-20  |
| FC Grenoble              | 5-33  | 12-48 | —      | 10-26 |
| ASM Romagnat             | 16-10 | 27-10 | 35-13  | —     |

- Victoire à domicile
- Match nul
- Victoire à l'extérieur

### Phase de play-off

#### Poule 1
| Résultats (▼dom., ►ext.) | BLA    | LON   | MON   | REN    |
| Blagnac RF               | —      | 26-7  | 13-8  | 56-10  |
| Lons rugby féminin       | 16-23  | —     | 22-23 | 20-13  |
| Montpellier RC           | Annulé | 64-5  | —     | Annulé |
| Stade rennais            | 29-34  | 12-21 | 5-19  | —      |

- Victoire à domicile
- Match nul
- Victoire à l'extérieur

#### Poule 2
| Résultats (▼dom., ►ext.) | BAY   | BOR   | ROM   | TOU   |
| AS Bayonne               | —     | 14-20 | 17-24 | 0-19  |
| Stade bordelais          | 17-18 | —     | 11-34 | 17-19 |
| ASM Romagnat             | 19-5  | 48-5  | —     | 24-17 |
| Stade toulousain         | 12-12 | 27-0  | 36-27 | —     |

- Victoire à domicile
- Match nul
- Victoire à l'extérieur

### Phase de play-down

#### Poule 1
| Résultats (▼dom., ►ext.) | CHI   | LIL   | LOU   | ROU  |
| RC Chilly-Mazarin        | —     | 17-23 | 14-34 | 34-3 |
| Lille MRC villeneuvois   | 21-5  | —     | 15-16 | 36-0 |
| LOU rugby                | 23-3  | 11-6  | —     | 47-0 |
| AS Rouen UC              | 10-24 | 15-23 | 3-24  | —    |

- Victoire à domicile
- Match nul
- Victoire à l'extérieur

#### Poule 2
| Résultats (▼dom., ►ext.)                   | BOB   | GRE   | PAR   | VAL   |
| AC Bobigny 93                              | —     | 23-19 | 43-13 | 67-5  |
| FC Grenoble                                | 14-38 | —     | 15-10 | 40-12 |
| Stade français Paris                       | 10-20 | 20-18 | —     | 56-0  |
| RC La Valette Le Revest La Garde Le Pradet | 0-51  | 5-36  | 0-36  | —     |

- Victoire à domicile
- Match nul
- Victoire à l'extérieur